# Asociación de Ilustradores
La Asociación de Ilustradores (en inglés Association of Illustrators, AOI) se estableció en el Reino Unido en 1973 como la asociación comercial para la ilustración, para avanzar y proteger los derechos de las personas que se dedican a la ilustración. 
La Asociación de Ilustradores promueve y alienta los estándares comerciales y éticos dentro de la industria, para mejorar la posición de la ilustración como profesión. Hace una campaña activa para mantener y proteger los derechos de sus miembros, a través de la Campaña Pro-Acción y el Grupo de Enlace, el Consejo Británico de Derechos de Autor, la Alianza de Derechos de los Creadores y el Foro Europeo de Ilustradores . 
Con más de 1.800 miembros entre  ilustradores freelance, agentes, alumnado, universidades y comisarios, la Asociación de Ilustradores proporciona soporte, consejo y educación a miembros de la industria en todo el mundo, en cada etapa de su carrera.
Entre sus patronos se incluyen notables ilustradores como Ralph Steadman, Sir Quentin Blake, Shirley Hughes y Raymond Briggs.

## Historia
- 1976 - Lanzamiento de la exposición anual de ilustración británica de la Asociación de Ilustradores, y su publicación titulada Imágenes.
- 1989 - Publicación de derechos por la Asociación de Ilustradores, para ayudar a ilustradores con problemas legales como contratos y derechos de autor.
- 2002 - Lanzamiento de  la página web como recurso general para comisionados e ilustradores.[2]